# Periconiella lecythidis
Periconiella lecythidis är en svampart som beskrevs av Mafia, E.M. Ferreira, F.A. Ferreira, U. Braun & O.L. Pereira 2008. Periconiella lecythidis ingår i släktet Periconiella och familjen Mycosphaerellaceae.   Inga underarter finns listade i Catalogue of Life.